# Greger Hanson
Greger Hanson, född 17 februari 1988 på Lidingö, är en svensk före detta  professionell ishockeyspelare som spelde sista för Krefeld Pinguine i DEL.